# La Vie Electronique 11
La Vie Electronique 11 (LVE11) is een muziekalbum van Klaus Schulze, dat in 2012 voor de eerste keer als aparte set werd uitgegeven. Het bevat alleen studio-opnamen.
Schulze had in de jaren 70 zoveel inspiratie dat hij lang niet al zijn muziek kwijt kon in de reguliere uitgaven die toen via Virgin Records uitkwamen. Daarbij is zijn stijl in de afgelopen decennia nauwelijks gewijzigd, alhoewel de albums met zangeres Lisa Gerrard, die rond 2008 verschenen, een donkerder geluid laten horen. LVE11 laat live/studio-opnamen horen uit het tijdperk, dat digitale toetsinstrumenten (nog) niet voorhanden waren en er gewerkt moest worden met de voorlopers van de synthesizer en de synthesizers zelf. Klaus Schulze zat tijdens concerten bijna geheel ingebouwd in de elektronische apparatuur. Delen van de opnamen van LVE11 waren eerder uitgegeven in de Jubilee Edition en The Ultimate Collection die in de jaren 90 verschenen, maar inmiddels uitverkocht zijn.

## Musici
- Klaus Schulze – synthesizers

## Muziek
De eerste compact disc bevat filmmuziek voor de documentaire Spurensicherung Baudenkmäler. De muziek compact disc nummer 2 omschreef Schulze als zijn eerste symfonie met ondertitel Symphonic poem in 3 movements, B flat minor. Ook compact disc 3 bevat filmmuziek, in dit geval grotendeels niet gebruikt. Es schönes Autodafé is balletmuziek voor Totentag, maar belandde op de plank.
| Nr. | Titel                            | Duur  |
| --- | -------------------------------- | ----- |
| 1.  | Die Lieder des Prinzen Vogelfrei | 28:30 |
| 2.  | Le médaillon magique             | 15:55 |
| 3.  | Schermütiger Frühling            | 20:05 |
| 4.  | De Optimusmus                    | 10:39 |

| Nr. | Titel | Duur  |
| --- | --- | ----- |
| 1.  | Narren des Schicksals (A.Uralte Legenden; B. O Unser verlorenes Paradies; C. Der sanfte Matel einer fremden Frau) | 71:13 |

| Nr. | Titel | Duur  |
| --- | --- | ----- |
| 1.  | Der Schönheit Spur (A. The treasury of thy lusty days; B. Im Spiel verliebter Saiten; C.Errinerung jener Schönheit; D. Ein lockend Aug; E. Beauty’s rose might never die; F. Echt is mein Leben, wahr sei auch mein Lied; G.Thy eternal summer shall not fade) | 37:36 |
| 8.  | Es schönes Autodafé (A. The colours of mind; B. In der Welt des Wahns; C.Reise ins Scheigen; D. Man kann sich nicht vonder Erde erheben, indem man an seinen Schnüsenklein zieht; E. Fools of time)                                                            | 21:24 |
| 13. | Return in happy flight | 19:08 |